# Арангетрам

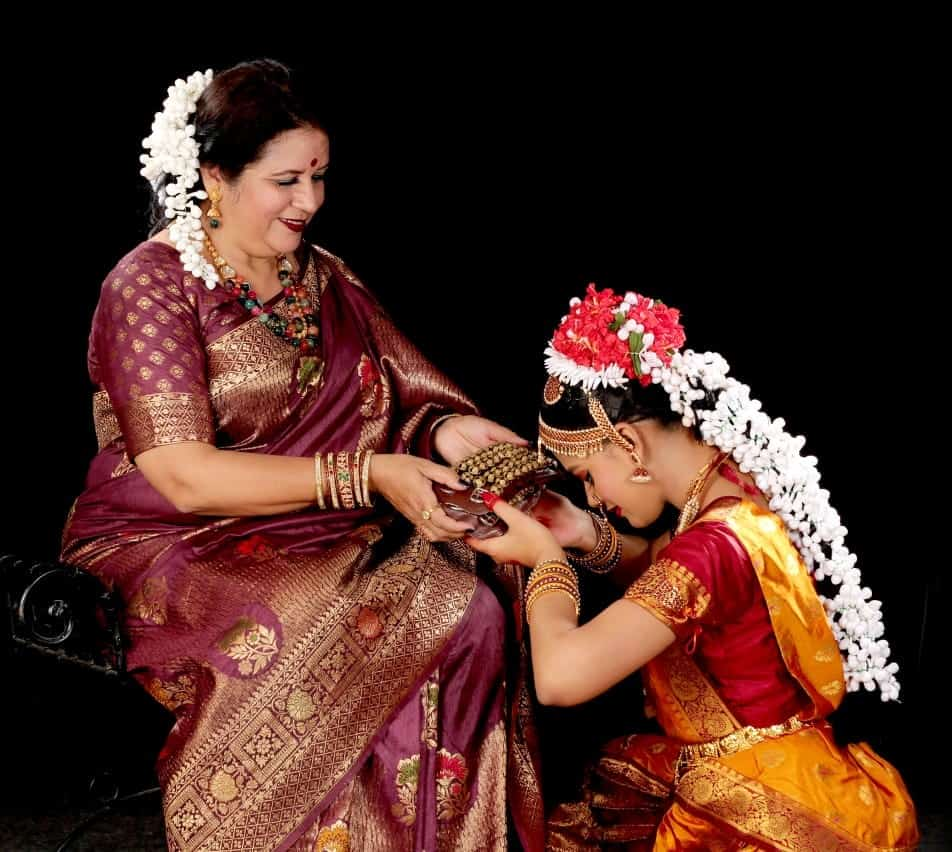
Арангетрам — дебют, первое публичное выступление после обучения.

Арангетрам — дебют, сольная программа исполнительницы классического индийского танца и музыки, исполняющаяся в конце завершения обучения. Символическое «посвящение в исполнительское мастерство», когда ученик первый раз выходит на сцену для сольного выступления с благословения своего педагога.
На малаялам (языке штата Керала) слово арангетрам состоит из двух частей: «арангу» — означает сцена, «эттам» — хлопать.
На тамильском языке арангетрам имеет значение «восхождение на сцену исполнителя в завершение своего обучения».

### Традиция арангетрама
Традиция арангетрама отслеживается от девадаси — храмовых танцовщиц. Арангетрам исполнялся сольно.
Обязательным традиционным атрибутом арангетрама является ритуал пуджа, проводимый перед началом подготовки к выступлению. Традиционная пуджа может длится до 3 часов и включает в себя много элементов и частей. Символически она означала посвящение исполнителя Шиве, который, по мифологии, считается создателем всех 64 искусств.
Еще одной традицией арангетрама была дакшана — особые символические подарки, преподносимые учителю и всем музыкантам (если арангетрам был для танцора, где музыканты выполняли роль аккомпанирующего оркестра). Традиционно это могло быть дорогое сари, сценическая одежда.
В давние времена дакшана могла даваться драгоценностями, в том числе золотом, что являлось оплатой за труд учителя и выражением благодарности за то, что он давал «второе рождение» — рождение в мир искусства, с посвящением в тайны исполнительского мастерства.
После арангетрама исполнители могли продолжать свою карьеру, или прекращать ее и следовать «грихаста» — семейной жизни. В Южной Индии всегда считалось почетным и значимым для девушек исполнение арангетрама. Это повышало ее шансы на удачный и счастливый брак.

### Исполнение арангетрама
Арангетрам может исполнятся для вокалистов, музыкантов, играющих на мридангаме (южно-индийский барабан), гхатам и скрипке.
Для классического танца традиция арангетрама соблюдалась в стилях Катхак, Кучипуди, Манипури, Катхакали, Одисси, Бхарат Натьям и Мохини Аттам.
Танцы, входящие в состав арангетрама, варьируются в зависимости от стиля. В Южной Индии, сохранившей в наиболее чистом виде традицию искусств, традиционный арангетрам по стилю Бхарат Натьям включает семь танцев:
1.Алариппу
2. Джатисварам
3. Шабдам
4. Варнам
5. Падам
6. Аштапади, или Джавали, или Киртанам
7. Тиллана
Эти семь танцев входят в обязательную программу и символизируют собой разные периоды жизни человека. По желанию педагога и исполнителя, в арангетрам могут входить дополнительные танцы, украшающие представление. Это может быть: Кавутувам, Пужпанджели, Шлока, Малари, Натанам.
Традиция арангетрама сохраняется и поддерживается как в Индии, так и за ее пределами для тех, кто изучает традиционные искусства.